# Silva Maia
José Antônio da Silva Maia (Porto, 6 de outubro de 1789 — Rio de Janeiro, 3 de outubro de 1853) foi um magistrado e político luso-brasileiro.

## Carreira
Graduado pela Faculdade de Direito de Coimbra. Senador pela Província de Goiás; pertenceu ao Conselho do Imperador; Conselheiro de Estado Ordinário; Membro do Instituto Histórico e Geográfico Brasileiro. 
Serviu na magistratura em vários cargos, começando pelo de Juiz de Fora de Sabará, até o de Desembargador Procurador da Coroa, Soberania e Fazenda Nacional da Relação da Corte. Desempenhou o cargo de Inspetor da Casa de Fundição do Rio das Velhas, tendo sido Ministro do Império nos dois reinados. No Gabinete da Regência de Araújo Lima, exerceu interinamente a pasta da Justiça e, em caráter efetivo, o cargo de Ministro da Fazenda. Com o fortalecimento dos conservadores em 1843, assumiu novamente a pasta do Império por um ano.